# Leona Vicario, Veracruz
Leona Vicario är en ort i Mexiko.   Den ligger i kommunen Yecuatla och delstaten Veracruz, i den sydöstra delen av landet, 250 km öster om huvudstaden Mexico City. Leona Vicario ligger 716 meter över havet och antalet invånare är 766.
Terrängen runt Leona Vicario är kuperad norrut, men söderut är den bergig. Terrängen runt Leona Vicario sluttar norrut. Runt Leona Vicario är det ganska tätbefolkat, med 166 invånare per kvadratkilometer. Närmaste större samhälle är Misantla, 10,0 km nordväst om Leona Vicario. Omgivningarna runt Leona Vicario är en mosaik av jordbruksmark och naturlig växtlighet.